# Terrer
Terrer – gmina w Hiszpanii, w prowincji Saragossa, w Aragonii, o powierzchni 33,75 km². W 2011 roku gmina liczyła 475 mieszkańców.